# John Bowers
John Bowers (ur. 25 grudnia 1885, zm. 17 listopada 1936) – amerykański aktor filmowy.

## Życiorys
Aktorstwem zainteresował się już w szkole. Na początku grał w teatrze, a od 1914 w filmach niemych. Bardzo szybko zdobył sławę i uznanie. Pracował m.in. z Mary Pickford i Marguerite De La Motte, którą poślubił w 1923 roku. W kinie dźwiękowym nie odnosił już takich sukcesów jak w niemym, zakończył karierę w roku 1932. W 1934 powrócił do rodzinnej Indiany, aby zaopiekować się umierającą matką. Po jej śmierci popadł w depresję. Próbował potem raz jeszcze szczęścia w Hollywood, ale bez powodzenia. W 1936 roku wypłynął swoją łodzią na morze i utopił się. Jego tragiczne życie zainspirowało kilku reżyserów do nakręcenia filmów, jednym z najsławniejszych były "Narodziny gwiazdy".

## Filmografia
- 1914: The Baited Trap
- 1917: Easy Money jako Richard Chanslor
- 1918: The Way Out jako Hrabia Louis de Jouiville
- 1924: Puste ręce jako Milt Kimberlin
- 1927: Jewels of Desire jako Maclyn Mills
- 1931: Mounted Fury jako Jim Leyton

## Wyróżnienia
Posiada swoją gwiazdę na Hollywoodzkiej Alei Gwiazd.